# Dorothy Cumming

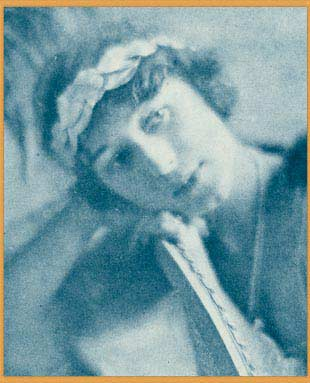
Dorothy Cumming (um 1920)

Dorothy Cumming (* wahrscheinlich 12. April 1894 in Boorowa, New South Wales; † 10. Dezember 1983 in New York City) war eine australisch-amerikanische Theater- und Stummfilmschauspielerin.

## Leben und Karriere
Dorothy Cumming wurde wahrscheinlich 1894 in Australien geboren, wobei die genauen Geburtsdaten allerdings umstritten sind. In ihrer Jugend spielte sie als Leading Lady in James Cassius Williamsons bekannter Theatertruppe, die ganz Australien bereiste und bespielte. Nachdem Cumming in die Vereinigten Staaten übersiedelte, war sie zwischen 1918 und 1919 im erfolgreichen Broadway-Stück Tiger! Tiger! zu sehen. Ihr Filmdebüt hatte die schwarzhaarige Schauspielerin bereits 1915 mit der Hauptrolle im Film Within Our Gates gegeben. In Hollywood wurde Cumming in den 1920er-Jahren als führende Nebendarstellerin häufig mit der Darstellung von strengen und harten Frauen betraut. Unter Regie von Victor Sjöström spielte sie eine eifersüchtige Farmersfrau in Der Wind (1928) neben Lillian Gish sowie die Mutter von Greta Garbo in Das göttliche Weib (1928). Eine sympathische Rolle war die Jesus-Mutter Maria in Cecil B. DeMilles Epos König der Könige (1927).
Mit Beginn des Tonfilmes Ende der 1920er-Jahre zog sich Cumming aus dem Filmgeschäft zurück. 1939 trat sie als Autorin und Regisseurin des Broadway-Stücks The Woman Brown in Erscheinung. Cumming war zweimal verheiratet und hatte zwei Kinder. Sie verstarb im Dezember 1983 mit 89 Jahren in New York City.

## Filmografie (Auswahl)
- 1915: Within Our Gates
- 1920: The Woman and the Puppet
- 1922: Frauen auf schiefer Bahn (Manslaughter)
- 1922: Die Luftschlösser der Dollarprinzessin (The Man from Home)
- 1923: The Cheat
- 1925: A Kiss for Cinderella
- 1927: König der Könige (The King of Kings)
- 1928: Our Dancing Daughters
- 1928: Das göttliche Weib (The Divine Woman)
- 1928: Der Wind (The Wind)
- 1929: Die ungekrönte Königin (The Divine Lady)
- 1929: Der Straßensänger (Innocents of Paris)
- 1929: Applaus (Applause)